# Palnadu (Distrikt)
Der Distrikt Palnadu (Telugu పల్నాడు జిల్లా) ist ein Verwaltungsdistrikt im indischen Bundesstaat Andhra Pradesh. Verwaltungssitz ist die Stadt Narasaraopet. Der Distrikt wurde 2022 gebildet.

## Lage und Klima

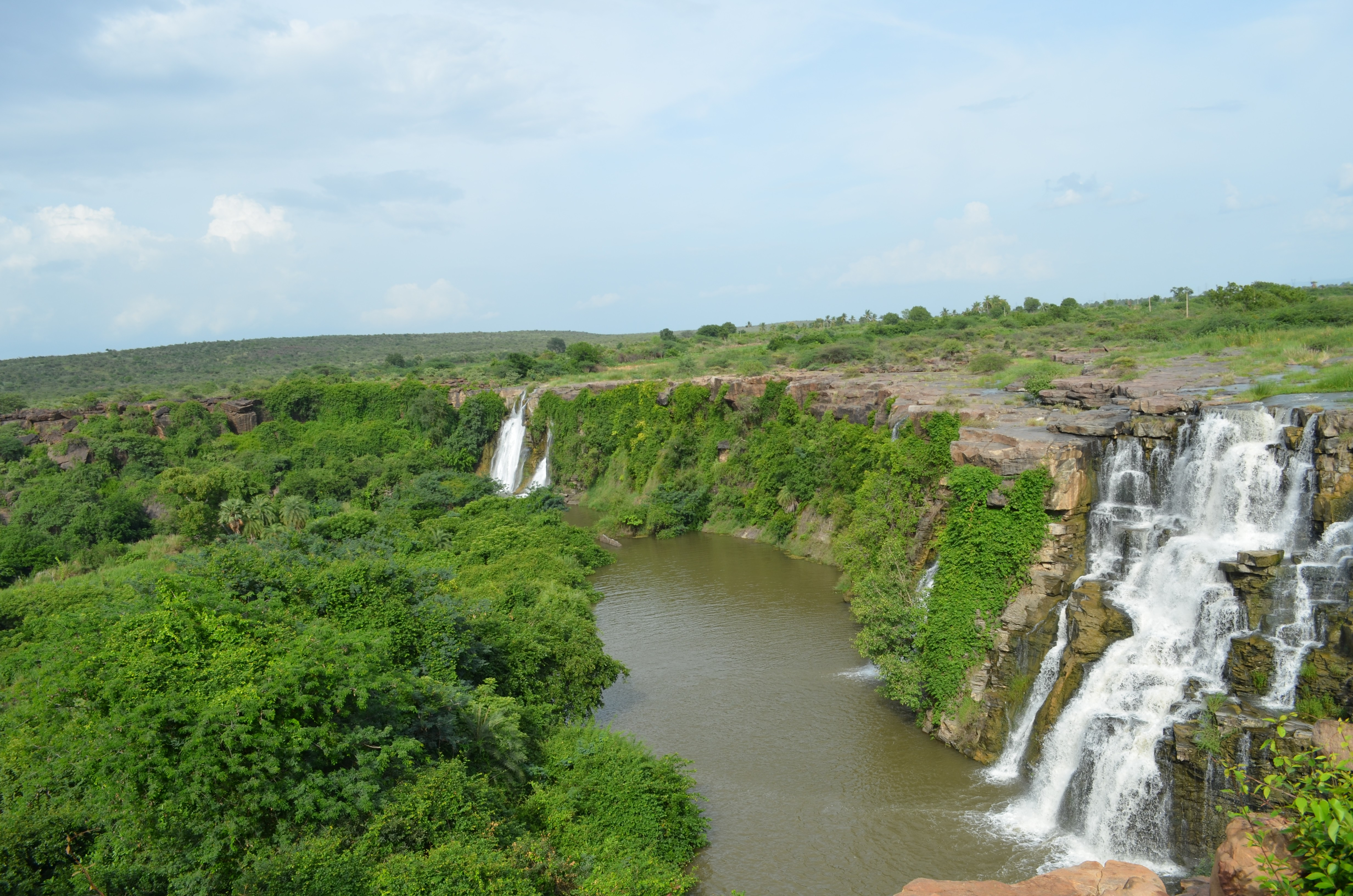
Ethipothala-Wasserfälle im Distrikt Palnadu

Der Distrikt liegt im mittleren Binnenland von Andhra Pradesh an der Grenze zum benachbarten Bundesstaat Telangana. Die angrenzenden Distrikte sind NTR im Nordosten, Guntur im Westen, Bapatla im Süden, sowie Nalgonda und Suryapet (beide in Telangana) im Norden. Der Fluss Krishna bildet die Nordgrenze und zugleich die Grenze zu Telangana. Im Westen wird der Fluss durch die Nagarjuna-Sagar-Talsperre aufgestaut.
Der Jahresniederschlag liegt bei etwa 966 mm. Davon fallen mehr als die Hälfte während der Zeit des Südwestmonsuns, und ein weiteres Fünftel in der Zeit des Nordostmonsun. Die Sommer- und Wintermonate sind dagegen relativ trocken. Die monatliche Mitteltemperatur variiert zwischen maximal 29,4 °C und minimal 17,4 °C. April und Juni sind die heißesten Monate.

## Geschichte
Der Distrikt wurde am 4. April 2022 im Rahmen einer Distriktneugliederung Andhra Pradeshs aus Teilen des Distrikts Guntur neu gebildet. Zum Sitz der Distriktverwaltung wurde die Stadt Narasaraopet bestimmt. Schon in den Jahren zuvor hatte es Bestrebungen gegeben, die als relativ rückständig und wirtschaftlich unterentwickelt geltende Region Palnadu zu einem eigenen Distrikt zu machen, um sie besser entwickeln zu können. Verschiedene Politiker hatten sich dafür ausgesprochen.

## Bevölkerung
Zum Zeitpunkt der Volkszählung 2011 hatte der spätere Distrikt im Jahr 2011 2.041.723 Einwohner (1.024.016 männlich, 1.017.707 weiblich), was bei einer Fläche von 7301,23 km² einer Bevölkerungsdichte von 280 Einwohnern pro Quadratkilometer entsprach. 458.551 Personen (22,5 %) lebten in städtischen und 1.583.172 (77,5 %) in ländlichen Siedlungen. 1.085.913 Personen (628.649 männlich, 457.264 weiblich) konnten lesen und schreiben. Die Alphabetisierungsrate (> 6 Jahre) lag damit bei 53,19 % (männlich: 61,39 % / weiblich: 44,93 %). 375.554 Personen waren Angehörige registrierter unterprivilegierter Kasten (scheduled castes) und 141.944 zählten zur registrierten indigenen Stammesbevölkerung (scheduled tribes). In Bezug auf die Verteilung der Religionen lag der Anteil von Muslimen über dem Durchschnitt Andhra Pradeshs: 1.770.869 Hindus, 230.756 Muslime, 32.453 Christen, 337 Sikhs, 98 Buddhisten, 236 Jains, 99 andere Religionen und 6875 ohne Angabe.

## Verwaltungsgliederung

### Mandals
Im Jahr 2023 war der Distrikt in drei Divisionen und 28 Mandals unterteilt.
- Division Narasaraopet mit neun Mandals Chilakaluripet, Edlapadu, Ipur, Nadendla, Narasaraopet, Nuzendla, Rompicherla, Savalyapuram, Vinukonda
- Division Sattenapalli mit den neun Mandals Amaravathi, Atchampet, Bellamkonda, Krosuru, Muppalla, Nekarikallu, Pedakurapadu, Rajupalem, Sattenapalli
- Division Gurazala mit den zehn Mandals Bollapalli, Dachepalli, Durgi, Gurazala, Karempudi, Machavaram, Macherla, Piduguralla, Rentachintala, Veldurthi.

### Städtische Siedlungen
Im Jahr 2022 gab es im Distrikt sechs Municipalities (mit Einwohnerzahlen 2011):
- Narasaraopet (117.489)
- Chilakaluripet (101.398)
- Sattenapalle (56.721)
- Vinukonda  (62.550)
- Piduguralla (63.103)
- Macherla  (57.290)

## Wirtschaft

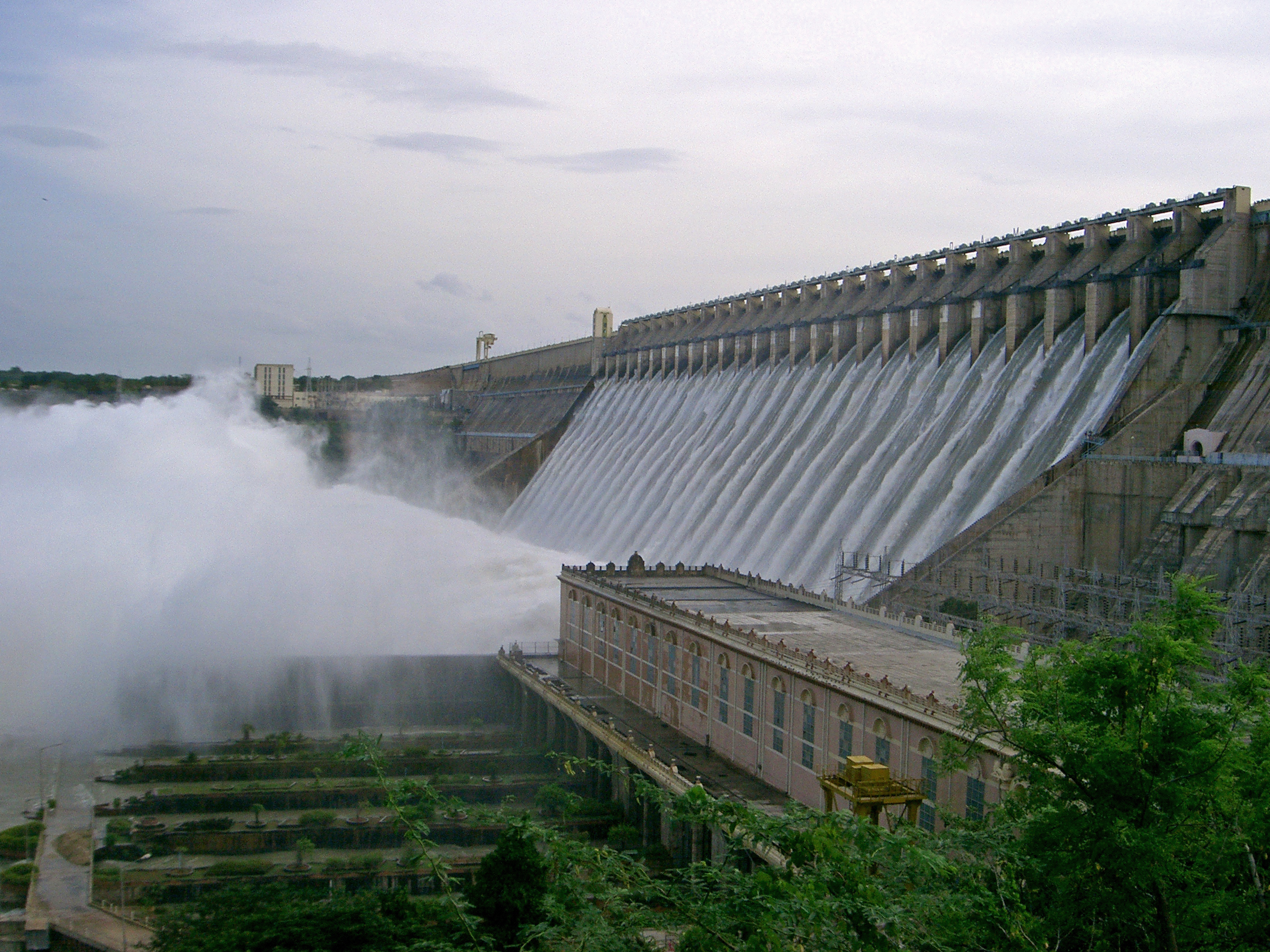
Nagarjuna-Sagar-Talsperre

Der Distrikt ist landwirtschaftlich geprägt. Die Hauptagrarprodukte waren 2019/20 (in abnehmender Anbaufläche): Baumwolle, Reis, Paprika, Straucherbsen (red gram) und Kichererbsen (Bengal gram).

## Besonderheiten
Die 1974 in Betrieb gegangene Nagarjuna-Sagar-Talsperre ist eine der größten Indiens. Sie dient der Bewässerung für die Landwirtschaft und der Energiegewinnung. Beim Ort Amaravathi am Ufer des Krishna-Flusses befinden sich die Überreste einer großen buddhistischen Stupa, die auf die Zeit zwischen dem zweiten vorchristlichen und dem zweiten nachchristlichen Jahrhundert datiert werden. Dort findet sich ein archäologisches Museum. Überregional bekannt sind die Ethipothala-Wasserfälle etwa 11 Kilometer von der Nagarjuna-Sagar-Talsperre entfernt an einem Zufluss des Krishna.